# Saga of the Outlaws
Saga of the Outlaws (mit dem Untertitel Ride of the Marauders, dt. Fahrt der Marodeure) ist ein Jazzalbum von Charles Tyler, das am 20. Mai 1976 live im Studio Rivbea, dem Loft von Sam Rivers aufgenommen und 1978 als LP erstmals bei Nessa Records erschien. Die ununterbrochene 36-minütige Aufführung von Tyler und seinem Quintett wurde während des Wildflowers-Festivals aufgenommen. 2009 wurde es als Compact Disc bei Nessa wiederveröffentlicht.

## Hintergrund

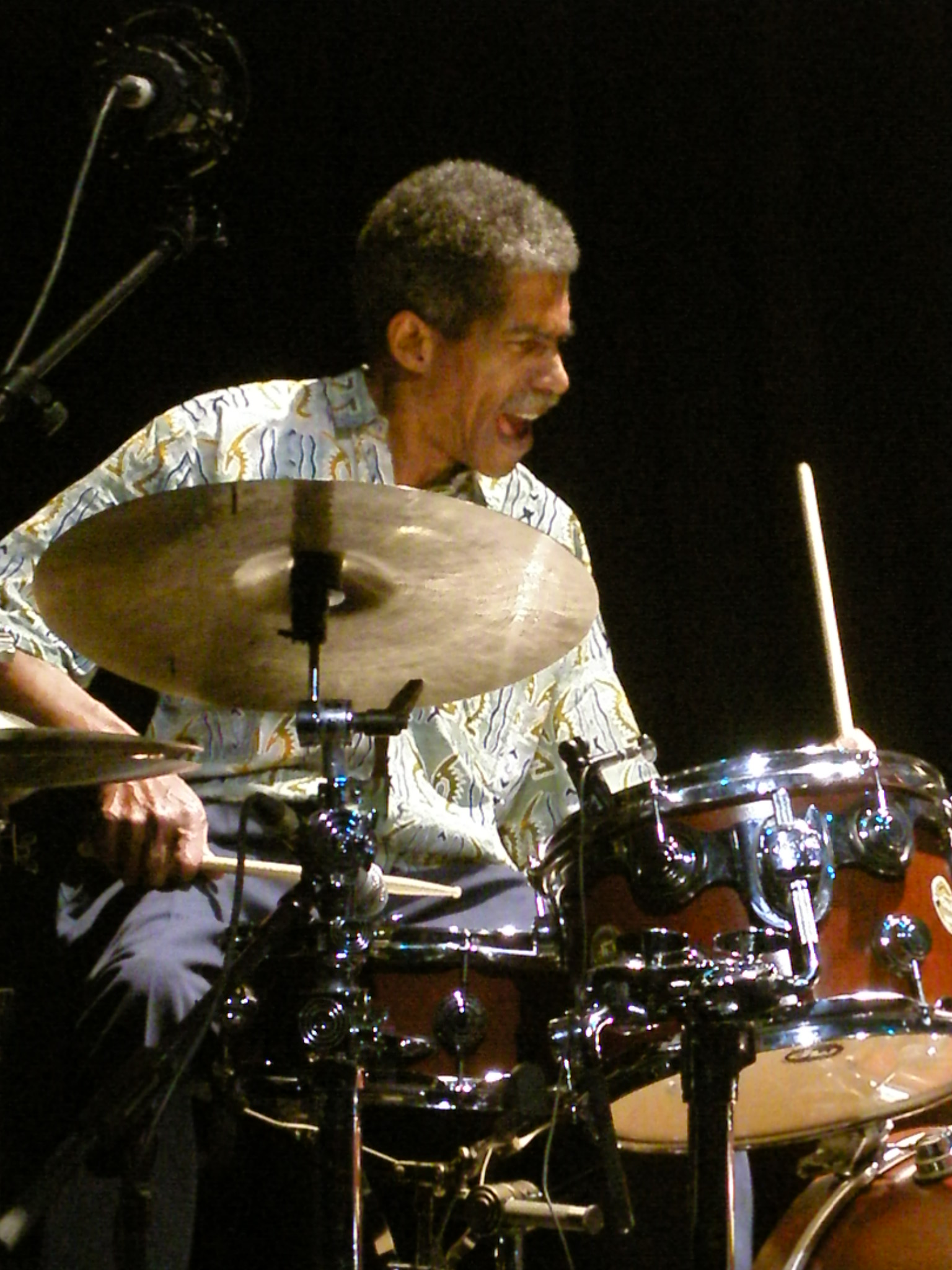
Steve Reid 2008

Michael G. Nastos wies darauf hin, dass der Aufnahme „viele Monate mühseliger Arbeit, Aufnahme- und Probelaufstudios, zufällige Besprechungen und viele Denkprozesse“ vorangingen, die den Auftakt für die hier dokumentierte Performance bildeten. Wichtiges Bandmitglied war für Tyler der Trumpeter Earl Cross, der sich wie Ted Curson oder Raphe Malik in der Generation nach Freddie Hubbard sah und nach einem Sound ohne Grenzen suchte. Die Bassisten John Ore und Ronnie Boykins kamen beide aus den Bands von Sun Ra; Schlagzeuger Steve Reid, in dem Nastos den perfekten rhythmischen Navigator sieht, mit der nötigen Ausdauer, um die Band für die gesamte Zeit vorwärts zu bewegen.
Nastod beschrieb den musikalischen Ablauf des Werks wie folgt:
„Das Stück beginnt mit Clairon-Aufrufen von Tyler und Cross, die die Freiheitskämpfer zu den Armen befehlen, mit gleichmäßigen Rhythmen und erforschenden Bässen, die einen schönen Kontrapunkt anstoßen. Man hört die Imagination eines Waffenkampfes, während das Stück breiter und intensiver wird. Tylers ausgedehntes Solo streckt harmonische Parameter der Tonalität in der Art seiner früheren Bandkollegen, der Brüder Donald und Albert Ayler. Die Gruppe trottet kurz dahin, als ob die Erhaltung ihrer Reservenergien Macht erzeugen würde, wobei Ornette Coleman-Annäherungen aufkommen, Cross bietet ein stacheliges Solo an, und Tyler wird im Wechsel mit Cross lebhafter. Diese absolute Schlag-Session bietet auch ein prickelndes Schlagzeugsolo des recht fähigen Reid. Dann setzt ein neuer westlicher Free Jam die Rückkehr zu den Bildern des alten Westens voraus, da der beruhigende, rauchende Rauch bei Sonnenuntergang untergeht.“

## Titelliste
- Charles Tyler: Saga of the Outlaws (Nessa n-16[2])

1. Saga of the Outlaws 36:50

## Rezeption
Michael G. Nastos verlieh dem Album in Allmusic 4½ (von 5) Sterne und meinte, „Charles Tylers Saga of the Outlaws ist eines der Schlüsselwerk der freien Improvisation in der Geschichte, ein 37-minütiges Stück reiner Emotion und Tiefe.“ Tyler und sein außergewöhnliches, avantgardistisches Quintett hätten einen polyphonen Klang und ein „Drama des alten und neuen Westens“ geschaffen, sie „schießen sich mit dem freien Bop den Weg in einer Weise frei, der die kühle und bösartige Mentalität eines Revolverhelds widerspiegelt“, während er gleichzeitig ein heulender Diskurs voller harmonischer Tiefe und kontrapunktischer Interaktion beinhalte. Live aufgenommen im Studio Rivbea, das Sam Rivers und seiner Frau Bea gehörten, identifiziere Saga of the Outlaws nicht nur die sogenannte Loft-Jazz-Bewegung und die Revolution des Jazz nach Ornette Coleman und Albert Ayler, sondern setzte Mitte der 70er-Jahre ihren eigenen Standard. Diese Musik wurde sowohl in Amerika als auch in der aufkeimenden europäischen (besonders deutschen) Szene sehr einflussreich, wo Tyler ein Jahr später in die Niederlande flüchtete und bis zu seinem Tod 1992 blieb.
„Es ist Charles Tylers Opus magnum“, resümiert Michael G. Nastos, „historisch eines der definitivsten Free-Jazz-Statements der 70er Jahre, die bei den Wildflowers-Sessions und der Arbeit von Roscoe Mitchell, dem Art Ensemble of Chicago, Frank Wright und Anthony Braxton an erster Stelle stand. Für bestimmte Geschmäcker – diejenigen, die absolut kreative, improvisierte Musik mögen – ist ein Muss und zum Glück jetzt auf CD.“
Marc Medwin lobte in Dusted, dieser 36-minütige Track, der während der gleichen Sessions, in denen die legendären Wildflowers-Aufnahmen produziert wurden, dokumentiere „eine Performance mit enormem Dynamikumfang und überwältigender Schönheit von einer der am meisten unterrepräsentierten Figuren der Musik.“ Charles Tylers Sound sei so groß wie seine Diskografie klein ist. Sein instrumenteller Ansatz trage den Stempel seiner Zeit mit Albert Ayler, mit dem er einflussreiches Material für das damals noch junge ESP-Disk-Label eingespielt habe. Die Saga teilt Aylers tiefe Wurzeln im Blues, aber Tyler hatte auch die Fähigkeit, etwas sehr nahe an der Mitte seines Bewusstseins aus seinem Saxophon entstehen zu lassen. Jeder Moment bringt eine Änderung des Registers oder eine Verschiebung der Stimmung mit sich, oft begleitet von einer Klangänderung.
Die gesamte motivische Entwicklung, die großartiges Solospiel signalisiere, sei erkennbar, so der Autor. „Hören Sie zum Beispiel auf die Drei-Noten-Figur, die bei 8:02 erscheint und das Verfahren während der nächsten 20 Sekunden dominiert, wobei sie einige Minuten später kurz aufhört. Sogar diese kurze Zeitspanne ist mit einer Peitschenhieberei gefüllt, da Ideen aus dem Alt[saxophon] strömen. Nur wenige, darunter auch Ayler, Trane und Jimmy Lyons, teilen diese Fähigkeit, die Überreste des Bebop mit der Ästhetik des New Thing der 1960er Jahre zu verschmelzen. Tylers höhere Register sind von Schmerz durchbohrt, und sein Knurren geht von einem Boden aus, der jenseits der einfachen Vision liegt, die ein so unbeholfener Ausdruck wie Free Jazz bietet.“
Der Mitschnitt sei „sowohl für den Nessa-Katalog als auch für die AACM-Bewegung insgesamt ein Meilenstein.“
Ed Hazell lobte in Point of Departure: „Jeder Aspekt von Tylers Musik ist auf dem absoluten Höhepunkt und dies ist vielleicht der beste Moment von Tyler.“ Saga of the Outlaws gehöre zu den brillanten Dokumenten dieser Zeit; mit „ungewöhnlicher Genauigkeit und Tiefe“ fange die Musik „gleichermaßen aufrichtige Wut und überbordende Freude, ein Gefühl von Tragödie und Triumph und Gnade inmitten intensiver Anstrengung ein. Auf halbem Weg wird nichts gespielt. Tylers elegante, folkloristische Komposition legt diesen tief gespaltenen emotionalen Tonfall fest und tut gerade so, dass die Musik konzentriert bleibt und gleichzeitig improvisatorische Freiheit ermöglicht wird.“ Einer der vielen Untertitel der Komposition nennt es polyphones Klangdrama, und diese parallel geschriebenen Parts tragen zur Schaffung einer Polyphonie bei, die der Musik ihre formale Struktur und emotionale Ambiguität verleihe, so der Autor.
„Tylers langes Eröffnungssolo ist eine dieser furchtlosen Free-Jazz-Performances, die tief greifend nach etwas Dunklem und Beunruhigendem, einer harten Wahrheit greift und mit etwas Schönem und Wahrem zurückkehrt. Er taucht kopfüber hinein – der Impuls ist verblüffend –, aber seine Phrasen verbinden sich zu einer unwiderstehlichen Kette. Tyler schwebt oft im Mitteltonbereich des Altsaxophons, was seine tiefen und hohen Töne in Erleichterung wirft und ihnen maximale emotionale Wirkung verleiht. Sein Ton ist herbstlich – königliche Gravitas mit Trauer und Verlust – mit einer besorgten hohen Kante, die über dunkleren Indigo-Timbres liegt. Es vermittelt ein Spektrum von Gefühlen nur aufgrund seiner Komplexität. Trumpeter Cross ist ein sparsamerer, weniger volatiler Spieler, der Raum lässt, in dem sich Bassisten und Schlagzeuger um seine Linien bewegen können. Sein Ton hat eine dunkle Patina, die seinen Improvisationen eine zurückhaltende, geheimnisvolle Qualität verleiht, aber sein plötzliches Aufflammen zu einem brodelnden, hohen Register bringt die unterdrückten Intensitäten zum Ausdruck.“
Die Saga der Outlaws: Fahrt der Marodeure sei nicht nur „ein polyphones Sounddrama“, sondern, so Hazell, „eine Geschichte vom alten und neuen Westen“; es zeige Tylers „Interesse an der Aneignung der Outlaw-Mythologie des amerikanischen Westens und der Aufnahme in die afroamerikanische Erfahrung. Die Verschmelzung des alten und des neuen Westens schafft Parallelen zwischen den Ausgestoßenen der weißen Eroberung Nordamerikas aus dem 19. Jahrhundert und den Ausgestoßenen der weißen Machtstruktur der damaligen Zeit. Es ist eine weniger strenge politische Aussage als viele mit einem Hauch von ironischem Humor, fügt jedoch einer bereits beeindruckenden musikalischen Leistung eine weitere Dimension hinzu. Wesentliche Musik.“

## Auszeichnungen
Bei den Jazz Critics’ Poll der New Yorker Zeitschrift Village Voice errang die Wiederveröffentlichung des Albums den achten Platz in der Kategorie Jazz Reissue of the Year. 2010 erhielt das Album eine Nominierung für die JJA-Awards der Jazz Journalists Association in der Kategorie Reissue of the Year.